# Ivan Pouchtchine
Ivan Ivanovitch Pouchtchine (Иван Иванович Пущин), né le 4 (15) mai 1798 à Moscou et mort le  3 (15) avril 1859 dans son domaine de Marino près de Bronnitsy, est un décembriste russe, assesseur de collège, ami et ancien camarade de lycée de Pouchkine au lycée de Tsarskoïe Selo.

## Biographie
Ivan Pouchtchine est le fils du général et sénateur Pouchtchine et de son épouse Alexandra, née Riabinine. Il étudie au lycée de Tsarskoïe Selo de 1811 à 1817 puis sert au régiment d'artillerie de la garde à cheval où il est sous-lieutenant en 1820 et lieutenant en 1822. Il fait tout de suite partie d'une société secrète d'officiers favorables à une monarchie constitutionnelle. Les frères Mouraviov en font partie (Alexandre 1792-1863 et Mikhaïl 1796-1866), ainsi que Pavel Kolochine, Ivan Bourtsov, Vladimir Volkhovski, Wilhelm Küchelbecker. Pouchtchine fait partie d'autres organisations libérales par la suite. Après un désaccord avec le grand-duc Michel, il démissionne de l'armée en 1823. Il entre en avril 1823 au ministère de la Justice et devient juge de la noblesse du gouvernement de Moscou quelques mois plus tard, ce qui était aux yeux de la noblesse de l'époque considéré comme un poste sans prestige.
Il rencontre Pouchkine dans son domaine de Mikhaïlovskoïe le 11 avril 1825 et lui fait part de l'existence de la société secrète. Il lui fait également connaître la pièce de Griboïedov Le Malheur d'avoir trop d'esprit. Pouchtchine se trouve à Saint-Pétersbourg peu avant l'insurrection décabriste du 14 décembre 1825 (26 décembre dans le calendrier grégorien). Il est arrêté aussitôt après et condamné à mort en 1826 pour complot contre l'empereur, peine aussitôt commuée en relégation à vie en Sibérie. Il est enfermé à la forteresse de Schlüsselburg le 29 juillet 1826 puis envoyé dans la zone de Tchita en Sibérie, au-delà du lac Baïkal, et à Petrovski Zavod, petite colonie coopérative qu'il fonde avec d'autres dékabristes. Pouchkine lui envoie des vers: « Mon premier ami, mon ami inestimable... ». Pendant vingt ans, il est relégué à Tourinsk où, selon le témoignage des autorités locales, il passe son temps à lire dans son isba, puis il vit à Ialoutorovsk où il met au point une coopérative agricole. Avec Ivan Yakouchkine, ils établissent la première carte de la Transbaïkalie.
Lorsqu'il est enfin libéré, il retrouve ses amis et sa famille, car il n'a cessé d'être en correspondance avec eux, surtout avec les anciens décabristes. Il retrouve la Russie d'Europe en 1856. Il écrit des souvenirs à la demande d'Evgueni Iakouchine où il évoque Pouchkine (publiés dans L'Athénée en 1859),  et évoque sa vie et ses rencontres à Ialoutorovsk ainsi que sa correspondance avec Engelhardt (1775-1862), ouvrage paru en 1879 dans Archives russes.
Pouchtchine épouse le 22 mai 1857 Nathalia Dimitrievna Apoukhtina, veuve du décabriste Mikhaïl Fonvizine. Il passe les derniers temps de sa vie au domaine familial de son épouse,  Marino, près de Bronnitsy, où il reçoit Sergueï Dourov à son retour de Sibérie. Il est enterré contre l'église Saint-Michel-Archange, dans le carré familial des Fonvizine.